# Boris Nikolajevič Ponomarjov
Boris Nikolajevič Ponomarjov (rusky Борис Николаевич Пономарёв; 4. lednajul./ 17. ledna 1905greg. Zarajsk – 21. prosince 1995 Moskva) byl ruský historik a vysoký sovětský stranický činitel: kandidát politbyra ÚV KSSS (1972–86), tajemník ÚV KSSS pro styky se zahraničím (1961–86), člen-korespondent AV SSSR (1958), akademik AV SSSR (1962), hrdina socialistické práce (1975). Absolvoval Moskevskou státní univerzitu (1926) a Ústav rudé profesury (1932).